# Penestragania lavanga
Penestragania lavanga är en insektsart som beskrevs av Blocker 1979. Penestragania lavanga ingår i släktet Penestragania och familjen dvärgstritar. Inga underarter finns listade i Catalogue of Life.